# 仮面ライダーセイバー 深罪の三重奏
『仮面ライダーセイバー 深罪の三重奏』（かめんライダーセイバー しんざいのトリオ）は、特撮テレビドラマ『仮面ライダーセイバー』のオリジナルビデオ作品。2022年1月28日に期間限定で劇場先行上映され、同年5月11日にBlu-ray / DVDが発売。72分。

## 概要
過去のスピンオフシリーズではサブライダーを主役とした物語が制作されていたが、本作品では神山飛羽真 / 仮面ライダーセイバー、新堂倫太郎 / 仮面ライダーブレイズ、富加宮賢人 / 仮面ライダーエスパーダの3人がメインで活躍する作品となっている。
物語はテレビシリーズ最終章から8年後を描く正統な続編となっている。
テレビシリーズや劇場版では実現しなかった仮面ライダーエスパーダの強化形態が登場する。
監督はテレビシリーズやスピンオフでも監督を務めた上堀内佳寿也、脚本はテレビシリーズのメインライターを務めた福田卓郎が担当する。
映像ソフトは通常版のほか、劇中に登場するアラビアーナナイトワンダーライドブック、月光雷鳴剣黄雷エンブレム、アメイジングセイレーンワンダーライドブックが付属する初回限定版が発売される。
2022年1月12日には、新宿バルト9にて完成披露舞台挨拶が開催され、キャストから神山飛羽真役の内藤秀一郎、新堂倫太郎役の山口貴也、富加宮賢人役の青木瞭、須藤芽依役の川津明日香、立花結菜役の飛鳥凛、スタッフから監督の上堀内佳寿也が登壇した。

## あらすじ
神山飛羽真や剣士たちが命を懸けて世界を救い、飛羽真がワンダーワールドから帰還してから8年の歳月が過ぎた。
西暦2030年。飛羽真は須藤芽依や幼馴染で親友の間宮の手助けを受け、犬のラッキーと、かつて剣士たちの戦いで親を亡くして孤児となり、笑顔を忘れた陸という少年を引き取って養子に迎え自身の過去の贖罪の意味も込めて父親代わりに育てていた。
一方で、富加宮賢人も翻訳家となり、恋人の立花結菜との結婚を間近に控え、新堂倫太郎も再編されたソードオブロゴスの中心となり、それぞれが充実した日々を送っていた。
そんな中、ノーザンベースの剣士たちが、行方不明となっていた無銘剣虚無を手にした謎の剣士によって聖剣を残して次々と消失し、倫太郎は調査を始めるが、そこに仮面ライダーファルシオンに変身する彼の父親を名乗る篠崎真二郎という男が現れ、飛羽真や賢人の前にも仮面ライダーファルシオンが現れる。篠崎は剣士たちの戦いに巻き込まれた声なき犠牲者たちの恨みを晴らすために、人の人生を改竄して作り替えるアメイジングセイレーンワンダーライドブックを手に全ての剣士を消し去ろうとしていた。

## 登場人物
本作品のみ登場する人物を記載。テレビ本編に登場した人物は仮面ライダーセイバー#登場人物を参照。
間宮（） / 仮面ライダーファルシオン
飛羽真や賢人の幼馴染で親友でもある医師の青年。ソードオブロゴスの剣士たちとも面識があり、飛羽真や芽依とともに陸の面倒を見ている。ただし、犬が苦手なため、ラッキーが寄ると怖がって逃げる。
その正体は8年前に陸から分離した存在で、彼が剣士の戦いに巻き込まれて孤児になった恨みに囚われていた。飛羽真の人生を改竄して彼の幼馴染に成りすまし、複製したアメイジングセイレーンワンダーライドブックを篠崎と結菜に渡し、ワンダーライドブックの力で剣士たちを人々の記憶から消し去ろうとした。
飛羽真を狙ってセイバーと戦い、相打ちとなるが、自分が8年前に陸から分離した存在であることを知ると、陸が8年前に無銘剣虚無に触れるという人生を書き換えることで、飛羽真の前から陸とともに消え去ることで、8年前の事件を回避し、自身の人生もアメイジングセイレーンワンダーライドブックによって変化し、小説を紡ぐ青年・間宮陸となって飛羽真に小説を投稿した。

陸（）
飛羽真と暮らしている孤児の少年。11歳。ラッキーという犬を飼っている。
8年前、目の前で両親が剣士たちの戦いに巻き込まれて亡くなり、施設をたまたま抜け出して訪れた「ファンタジック本屋かみやま」が火災に巻き込まれて焼失したことで、飛羽真と出会って暮らすようになるが、それ以来炎と剣を見ると怯えるようになり、言葉を発することが出来ず、笑顔も忘れていたため、学校にも馴染めずにいた。
飛羽真に苦しみを与えようとするファルシオンに狙われるが、飛羽真を守ろうとして火炎剣烈火を手にして、言葉を取り戻し、飛羽真のことを「お父さん」と呼んだ。

立花 結菜（） / 仮面ライダーファルシオン
翻訳家となった賢人の婚約者。恋人を過去に亡くしている。『アラビアンナイト』の本がきっかけで賢人と出会い、賢人との結婚を間近に控えている。
だが、実際には恋人も剣士の戦いに巻き込まれて亡くしており、賢人に対しても恨みを抱きながら彼を欺いていた。複製されたアメイジングセイレーンワンダーライドブックと無銘剣虚無の力に飲み込まれて豹変していき、ファルシオンとなって賢人と戦って正気を取り戻すが、最期は無銘剣虚無に貫かれて息絶える。
間宮によって人生が書き換えられた後は、賢人と幸せな出会いをする。

篠崎 真二郎（） / 仮面ライダーファルシオン
倫太郎の父親を名乗る男。剣士の戦いに巻き込まれて亡くなった者たちの無念を晴らすために、聖剣を持つ剣士たちを粛清し、その存在を消滅しようとする。
倫太郎たちの元を離れて家族を守るために働いていたが、正義で救えなかった悲劇に涙し、複製されたアメイジングセイレーンワンダーライドブックを間宮から渡されたことで、倫太郎の人生を書き換えて剣士たちを消し去るが、倫太郎と剣を交えて敗れ、息絶える。
間宮によって人生が書き換えられた後は、倫太郎と町ですれ違う。

## 本作品オリジナルの仮面ライダー

### 仮面ライダーエスパーダ アラビアーナナイト
富加宮賢人が聖剣ソードライバーにアラビアーナナイトワンダーライドブックを装填して変身する仮面ライダーエスパーダの最強形態。
変身音声は「月光黄雷抜刀！ 月華が闇を照らし出す千と一つの物語 アラビアーナナイト！ SPARKLE NIGHT」。
聖剣・雷鳴剣黄雷が身体の強化に伴い、ワンダーライドブックの力によって変身と同時に月光雷鳴剣黄雷に変化している。
エスパーダが鋭角に雷のエフェクトが走っていたのに対して雷撃のような触覚アラビアーナナイトマスクが伸び、複眼サイプラズマバイザーは満月を彷彿とさせる滑らかな曲線で表現されている。
必殺技は月光を背にして上空に舞い上がり、敵を一瞬で貫くアラビアーナナイト必殺斬りと、アラビアーナナイト必殺撃だが、後者は劇中未使用。
- マスクの円を描く複眼を月に見立てて、頬やおでこの装飾は雷をイメージしている[12]。
- ボディはセイバープリミティブドラゴンの色替えで、左側の本の意匠の中には、グラフィック化したアラビアンな夜景を入れている[12]。エスパーダらしさを出すためにランプドアランジーナのマントと同様のパターンを手足に入れている[12][9]。当初、全体のカラーリングは白と金という要望であったが、ランプドアランジーナと重複することから、ゴールドとネイビーベースとなった[12][9]。月光雷鳴剣黄雷はクレスト周辺を三日月と雷で装飾し、エスパーダとの親和性を出すためにゴールドとネイビーベースにしている[12]。
- マスクはアップ・アクション兼用のものが1個新規造形されている[9]。

### 仮面ライダーファルシオン アメイジングセイレーン
覇剣ブレードライバーにアメイジングセイレーンワンダーライドブックを装填して変身する白夜の無の剣士。劇中では、篠崎真二郎、間宮、立花結菜が変身した。
変身音声は「抜刀 エターナルワンダー！ 虚無！神獣の炎で全てが無に帰す…！」。
エターナルフェニックスとは異なり、装甲部が白くなっている。
必殺技は血まみれの亡者たちを呼び出すアメイジング・ワンダー、無銘剣虚無のトリガーを引いて発動する神獣無双斬り。
- デザインはファルシオンの色替えで、複眼は放射状のエフェクトであったが、それとの差別化のためにツインアイと触覚に塗り分けている[12]。ボディもファルシオンとの差別化を図って、波しぶきを曲線的なオーガニック模様で描いている[12]。

## 本作品オリジナルのアイテム
アラビアーナナイトワンダーライドブック
アラビアーナナイトの変身に用いられるワンダーライドブック。ストーリー音は「とある千の夜に紡がれる罪と魔法の物語！」。
賢人の結菜を救いたいという願いからランプドアランジーナワンダーライドブックを結菜が書き換え、賢人の想いに反応したことで変化した。

アメイジングセイレーンワンダーライドブック
アメイジングセイレーンの変身に用いられるワンダーライドブック。ストーリー音は「かつてから伝わる美しい歌声が今こだまする！」。
人間の人生の物語を閲覧して特定の記憶を抜き取って人生を改竄することが可能で、これによって長い年月をかけて、剣士たちの記憶が多くの人々の記憶から消し去られてきた。
陸が8年前に無銘剣虚無を手にしたことで生まれ、間宮によって複製されたものが篠崎と結菜にも渡った。

## キャスト
- 神山飛羽真 / 仮面ライダーセイバー - 内藤秀一郎[出典 1]
- 新堂倫太郎 / 仮面ライダーブレイズ - 山口貴也[出典 1]
- 須藤芽依 - 川津明日香[出典 1]
- 富加宮賢人 / 仮面ライダーエスパーダ - 青木瞭[出典 1]
- 尾上亮 - 生島勇輝[出典 1]
- 緋道蓮 - 富樫慧士[出典 1]
- 大秦寺哲雄 - 岡宏明[出典 1]
- ユーリ - 市川知宏[出典 1]
- 神代玲花 - アンジェラ芽衣[出典 1]
- 神代凌牙 - 庄野崎謙[出典 1]
- 立花結菜 / 仮面ライダーファルシオン - 飛鳥凛[出典 21]
- 陸 - 嶺岸煌桜[1][4]
- 白井ゆき - 長谷部瞳[7]
- ラッキー - フェスタ[7]
- 幼い間宮 / 幼い陸 - 松原冬真[7]
- 幼い飛羽真 - 新垣翼[7]
- 幼い倫太郎 - 宮宇地怜央[7]
- 幼い芽依 - 新井笑琳[7]
- 幼い賢人 - 福峯壱真[7]
- 間宮 / 仮面ライダーファルシオン - 木村了[出典 21]
- 篠崎真二郎 / 仮面ライダーファルシオン - 橋本さとし[出典 1]
- ソフィア - 知念里奈[出典 1]

### スーツアクター
パンフレットより。
- 浅井宏輔
- 仮面ライダーブレイズ[14] - 今井靖彦
- 仮面ライダーエスパーダ[出典 22]、仮面ライダーファルシオン[1][13] - 中田裕士
- 榮男樹
- 高木英一
- 橋本恵子
- 藤田慧
- 寺本翔悟
- 藤田洋平
- 塚越靖誠
- 市川雅章
- 宮澤雪
- 五十嵐睦美
- 木寺奈緒
- 清水麟太郎
- 林本奈々
- 伊藤よしの
- 小泉丞
- 菅野聖
- 鈴木翔流
- 川合立統
- 菅野充
- 糠信佳佑
- 川勝折れ木
- 上平田結花
- 関川正隆
- 齊藤謙也
- 小森拓真

## スタッフ
- 原作 - 石ノ森章太郎[出典 1]
- 脚本 - 福田卓郎[出典 1]
- スーパーバイザー - 小野寺章[7]
- エグゼクティブプロデューサー - 加藤和夫（東映ビデオ）[7]
- メインテーマ音楽 - 山下康介[7]
- 撮影 - 上赤寿一（WING-T）[7]
- 照明 - 水本富男[7]
- 美術 - 大嶋修一[7]
- 録音 - 遠藤和生[7]
- 編集 - 金田昌吉[7]
- スクリプター - 柿崎徳子[7]
- 助監督 - 宮﨑駿[7]
- 制作担当 - 伊場野高嗣[7]
- ラインプロデューサー - 道木広志[7]
- アクション監督補 - おぐらとしひろ（ジャパンアクションエンタープライズ）[7]
- キャラクターデザイン - 田嶋秀樹（石森プロ）[7]、PLEX[7]
- 製作プロダクション - 東映テレビ・プロダクション[7]
- 委員会スタッフ - 石井悠吾・島谷麟太郎（東映ビデオ）、福井勇祐・古谷大輔（ADK EM）、古澤圭亮・大矢陽久・辻正喜・坂本悠（バンダイ）
- プロデューサー - 山田真行（東映ビデオ）、高橋一浩（東映）
- アクション監督 - 渡辺淳（ジャパンアクションエンタープライズ）[7]
- 監督 - 上堀内佳寿也[出典 1]
- 製作 - 東映ビデオ、ADKホールディングス、バンダイ、東映[7]

## 主題歌
「Bittersweet」
作詞 - 渡部紫緒 / 作曲 - 鳴瀬シュウヘイ / 歌 - 川津明日香・内藤秀一郎・山口貴也・青木瞭

## 制作
『セイバー』では長尺の単体映画がなかったため、倫太郎の親について描くことや、「飛羽真が個人の理由で戦った結果、世界を救う」というところに立ち返り、誰かのために飛羽真が何かをする話に賢人の話を織り交ぜた3人の剣士の話ということとなった。
ストレートに登場人物のその後を描く大きなエピローグを作るイメージとなっており、シリーズ全体で世界が救われたが、本当にみんなを救えたのか、という部分に着目したという。当初は10年後という設定で考えられていたが、劇中に登場する子供の年齢などいろんなことをすり合わせ、物語優先で逆算していった結果、8年後ということとなった。
8年後の容姿については、髭を生やす案もあったが、飛羽真役の内藤が髭が生えにくい体質で、髭を伸ばすのが間に合わなかったため、髭はなしとなり、賢人役の青木や倫太郎役の山口が髪型を変えたため、内藤も前髪を上げてセンター分けにすることで合わせている。

## 映像ソフト化
Blu-ray / DVDでリリース。
- 仮面ライダーセイバー 深罪の三重奏 ［ブルーレイ+DVD］ 劇場先行販売版（2枚組、2022年1月28日に上映劇場限定・数量限定で発売）
  - ディスク1：本編Blu-ray
    - 映像特典
      - MAKING
      - TRAILER
      - DESIGN GALLERY
      - POSTER GALLERY

    - 音声特典
      - オーディオ・コメンタリー（内藤秀一郎×山口貴也×青木瞭×監督：上堀内佳寿也）

  - ディスク2：本編DVD
    - 映像特典
      - MAKING
      - TRAILER
      - DESIGN GALLERY
      - POSTER GALLERY

  - 封入特典
    - ポストカード
- 仮面ライダーセイバー 深罪の三重奏 通常版（1枚組、2022年5月11日発売）
  - 映像特典
    - MAKING
    - TRAILER
    - DESIGN GALLERY
    - POSTER GALLERY

  - 音声特典（Blu-ray版のみ）
    - オーディオ・コメンタリー（内藤秀一郎×山口貴也×青木瞭×監督：上堀内佳寿也）
- 【初回生産限定】仮面ライダーセイバー 深罪の三重奏 DXアラビアーナナイト&アメイジングセイレーンセット付属版（1枚組、2022年5月11日発売）
  - セット内容
    - 仮面ライダーセイバー 深罪の三重奏（通常版と共通）
    - DXアラビアーナナイトワンダーライドブック
    - DX月光雷鳴剣黄雷エンブレム
    - DXアメイジングセイレーンワンダーライドブック
    - ライナーノート
    - 主題歌CD

## 他媒体展開
『ラジオ オブ ロゴス』
2022年1月28日から5月13日まで東映特撮ファンクラブで配信されたラジオ番組。全15章。